# Schlesischer Wintersportverein
Schlesischer Wintersportverein (pol. Śląskie Towarzystwo Sportów Zimowych) – niemiecki klub sportowy, założony w 1929 w Katowicach. Od 1932 grupa miejscowa działała także w Nowej Wsi (Wirku).
W Katowicach działała sekcja narciarska, kajakowa i hokejowa; w Nowej Wsi sekcja lekkoatletyczna, piłki ręcznej, gimnastyczna, bokserska, hokejowa, i narciarska - ta ostatnia była wiodącą sekcją klubu, pod nazwą Turnverein Deutscher Wintersportverein należącą od 1934 do Deutscher Turnschaft in Polen. Organizowała ona w Szczyrku Niemieckie Mistrzostwa Polski w Narciarstwie, prowadziła tam też szkółkę narciarską. Zawodnicy z sekcji z Nowej Wsi regularnie brali udział w narciarskich mistrzostwach Polski, dwukrotnie zdobywali Puchar Polski (1936 i 1937) i regionalnym "Pucharze Beskidów".
Inne sekcje klubowe organizowały coroczne zawody lekkoatletyczne w Wirku i zawody kajakowe dla śląskich klubów na Przemszy. W ramach sekcji działały koła męskie, żeńskie, młodzieżowe i dla seniorów.
W 1933 klub liczył 500 członków, w 1938 - 650, w tym 178 czynnych. Prezesem klubu przez cały okres działalności był (?) Libera.
W czasie II wojny światowej Wintersportverein otrzymał w dzierżawę od niemieckiej administracji dawne polskie schronisko na Przysłopie pod Baranią Górą.